# Dudéisme
 (mars 2023).
Le dudéisme (dudeism en anglais) est une religion parodique qui peut être décrite comme philosophique, agnostique et libertaire. Son nom est formé par la contraction du terme "Dude" qui renvoie au personnage principal du film The Big Lebowski de Joel et Ethan Coen sorti en 1998, et du suffixe "déisme" (divin).
La pensée dudéiste peut se manifester par une attitude libérée, sarcastique, paisible et presque paresseuse, non matérialiste, voire décroissante, ouverte d'esprit et souvent libertaire.

## Histoire, organisation et développement

Symbole du dudéisme : le taijitu (yin et yang) du taoïsme et les trois trous rappelant les boules de bowling.

### Création
Oliver Benjamin, un journaliste de Los Angeles installé à Chiang Mai (Thaïlande) a créé le dudéisme en 2005.

### Organisation
Le responsable le plus connu de l'Église est Oliver Benjamin, fondateur auto nommé Dudely Lama. Sa tâche consiste à aider à la compréhension du message dudéiste, à contribuer à son amélioration et sa diffusion. Il s'occupe notamment du site de l'Église. Il n'est pas considéré comme une autorité aux pouvoirs décisifs, il s'amuse lui-même du fait que les dudéistes ne prennent pas au sérieux son statut.

### Ampleur
En juin 2012, plus de 150 000 prêtres dudéistes ont été ordonnés par l'Église. En août 2014, ils étaient plus de 250 000.

## Culte

### Principales inspirations

#### Christianisme
En considérant Jésus de Nazareth comme exemple de dudéiste de son temps, tout en replaçant l'enseignement de la religion chrétienne dans son contexte historique, sans se priver d'un humour quelque peu sarcastique.

#### Bouddhisme
Principalement en considérant les préceptes de Siddhartha Gautama ou en appréciant les bouddhismes chán et zen .

#### Humanisme
Sans doute une des plus importantes inspirations puisque le Révérend Gary Silvia résume lui-même le dudéisme ainsi : « de l'humanisme dans un peignoir de bain. » Et que la bibliothèque dudéiste recommande des œuvres humanistes d'auteurs comme Mark Twain et Kurt Vonnegut.

#### La contre culture américaine
La contre-culture américaine n'est jamais bien loin puisque nombre de ceux qui se sont identifiés au Dude sont culturellement marqués par leur culture post hippie, fréquemment californienne. Les valeurs humanistes et libertaires de cette contre-culture se retrouvent dans certaines positions affichées par l'Église, comme le respect de l'autodétermination sexuelle de chacun et la célébration de mariages gays, la limitation du port d'arme, la dépénalisation du cannabis, etc.

#### Activités sacrées
Les deux activités les plus « sacrées », ou « importantes », ou pas, sont les célébrations funéraires qui tournent mal, ou bien, et les mariages dont on ne sait comment ils tourneront. À l'issue de quelques formalités administratives, les prêtres dudéistes peuvent légalement célébrer dans plusieurs états des États-Unis. Une centaine de mariages auraient déjà été célébrés.

### Imagerie
Le dudéisme est reconnaissable grâce à son imagerie fortement tirée du film The Big Lebowski, film de Joel et Ethan Coen sorti en 1998. Elle encourage la positivité des attitudes du personnage principal, The Dude, en tant qu'outils de recherche de la tranquillité de l'esprit en accord avec ce qui est.

### Littérature dudéiste
Les ouvrages fournis par l'Église sont essentiellement constitués de livres plus ou moins autoédités d'Oliver Benjamin.
- The Tao of the Dude[9] : premier guide pratique de dudéisme.
- The Dude De Ching[10] : réinterprétation du Tao Tö King qui utilise des dialogues et des éléments de l'histoire de The Big Lebowski.
- Lebowski 101[11] : une « investigation autour du phénomène Big Lebowski ».
- The Abide Guide[12], coécrit avec Dwayne Eutsey : second guide pratique de dudéisme.
- The Dudespaper [13] : journal de l'Église édité en ligne depuis automne 2008.